# Gaultheria macrostigma
Gaultheria macrostigma là một loài thực vật có hoa trong họ Thạch nam. Loài này được (Colenso) D.J.Middleton mô tả khoa học đầu tiên năm 1990.